# Сорокопень
Сорокопень (укр. Сорокопень) — село на Украине, находится в Овручском районе Житомирской области.
Код КОАТУУ — 1824285205. Население по переписи 2001 года составляет 283 человека. Почтовый индекс — 11144. Телефонный код — 4148. Занимает площадь 0,78 км².

## Адрес местного совета
11144, Житомирская область, Овручский р-н, с. Новые Веледники, ул. Центральная, 13